# Max Barduleck
Friedrich Johannes Maximilian „Max“ Barduleck (* 15. November 1846 in Dresden; † 7. Oktober 1923 ebenda) war ein deutscher Graveur und Medailleur im Königreich Sachsen, der seine Werke mit „MB“ und „M. Barduleck“ signierte.

## Leben
Max Barduleck wurde am 15. November 1846 als einziger Sohn des Dresdner Gold- und Silbergraveurs Friedrich Wilhelm Barduleck geboren. Von 1860 bis 1865 besuchte er die Dresdner Kunstakademie bei gleichzeitiger Ausbildung als Graveur bei seinem Vater.
Max Barduleck blieb ledig und verstarb 1923 als Ruheständler in Dresden.

## Wirken
- 1865: Anstellung bei der Königlichen Münze Dresden.[4]
- 1867: Einzig verbliebener Graveur der Münze mit dem Titel Hilfsgraveur.
- 1871: Beförderung zum Königlich Sächsischen Münzgraveur.
- 1911: Ruhestand des Medailleurs und Stempelschneiders, nachdem er 40 Jahre lange die amtlich geprägten sächsischen Medaillen und Münzen geschnitten und modelliert hatte.[5]